# Ptilosphen facetus
Ptilosphen facetus är en tvåvingeart som beskrevs av Günther Enderlein 1922. Ptilosphen facetus ingår i släktet Ptilosphen och familjen skridflugor.
Artens utbredningsområde är Ecuador. Inga underarter finns listade i Catalogue of Life.